# Oriopsis armandi
Oriopsis armandi är en ringmaskart som först beskrevs av Jean Louis René Antoine Édouard Claparède 1864. Enligt Catalogue of Life ingår Oriopsis armandi i släktet Oriopsis och familjen Sabellidae, men enligt Dyntaxa är tillhörigheten istället släktet Oriopsis och familjen Sabellariidae. Arten har ej påträffats i Sverige. Inga underarter finns listade i Catalogue of Life.